# Caity Lotz
Pour les articles homonymes, voir Lotz.
Caity Lotz, née Caitlin Lotz le 30 décembre 1986 à San Diego (Californie), est une actrice, danseuse, chanteuse américaine.
Elle est notamment connue pour son rôle de Sara Lance / White Canary dans les séries Arrow et Legends of Tomorrow.

## Biographie

### Enfance et formation

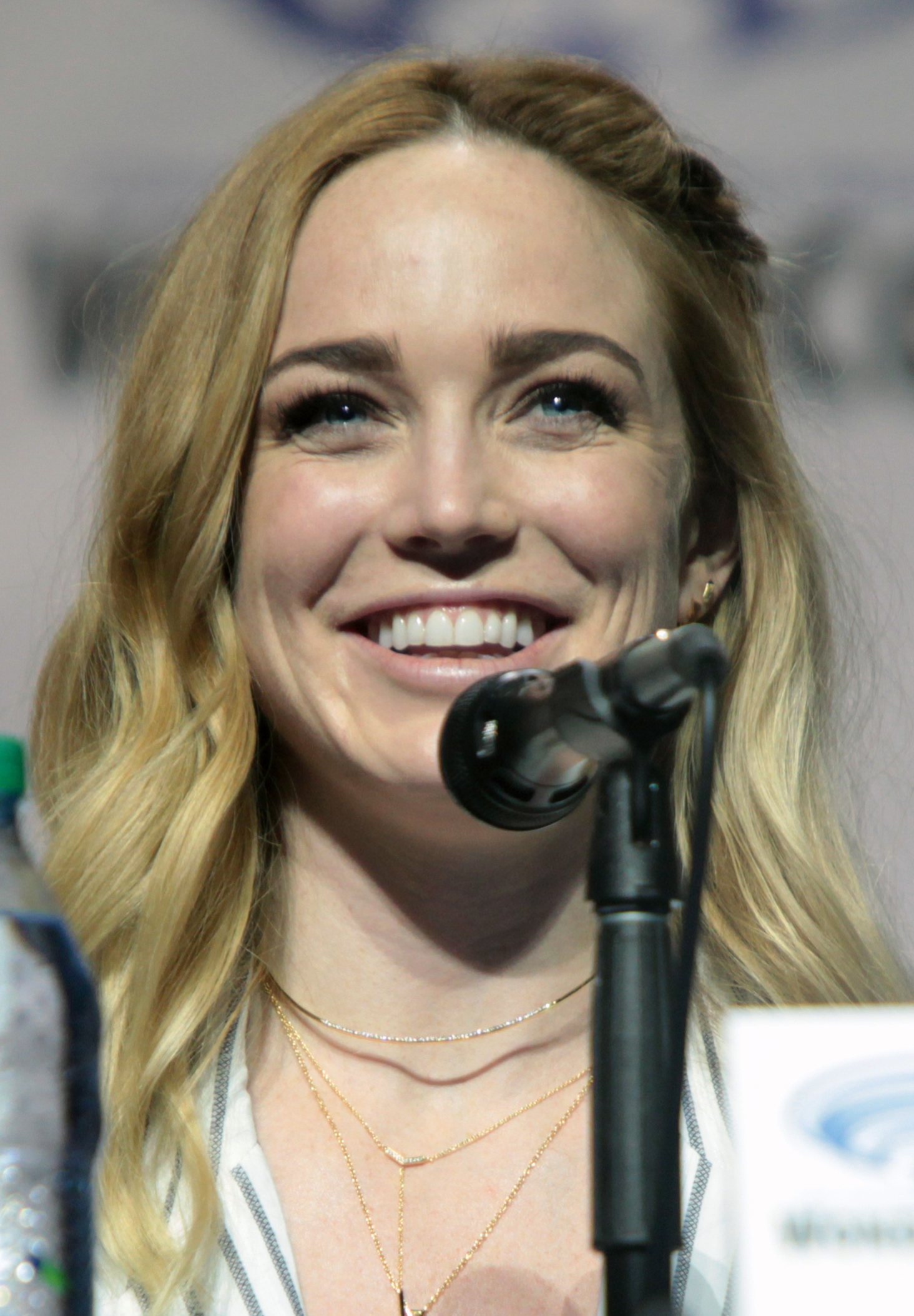
Caity Lotz à la WonderCon de Los Angeles en 2016.

Elle pratique l'Art martial, avec une formation en Taekwondo, Wushu, Krav Maga, Arnis et Muay Thai. Elle est également pratiquante de parkour et de tricking. Elle s'est entraîné avec Steve Terada et Wayne Dalglish.

### Carrière
Caity Lotz a fait une tournée en tant que danseuse pour Lady Gaga et Avril Lavigne avant de devenir actrice. Alors que la danse était son premier amour, Lotz ne pensait pas que la danse était une « chose de toute une vie », alors elle a décidé de commencer le théâtre.
À son retour d'Europe où elle s'est produite dans le groupe de filles Soccx pendant quelques années, elle a commencé à suivre des cours de théâtre. Elle a suivi un programme d'acteur de deux ans avec Sanford Meisner.
En 2011, elle a joué l'officier Kirsten Landry, l'un des principaux personnages de la série d'horreur, comédie horrifique, Death Valley diffusée entre le 29 août et le 21 novembre 2011 sur MTV. Elle effectue toutes ses propres cascades dans l'émission.
En 2012, elle a obtenu le rôle d'Annie Barlow aux côtés de Casper Van Dien et Agnes Bruckner dans le film d'horreur The Pact réalisé par Nicholas McCarthy, qui fait ses débuts au Festival du film de Sundance 2012 et a été ramassé pour distribution.
En 2013, elle a eu des rôles dans Live at the Foxes Den (en) avec Jackson Rathbone, puis dans Battle of the Year aux côtés de Josh Holloway, Josh Peck et Chris Brown.
En 2015, elle obtient un rôle avec sa co-stars Brandon Routh de Legends of Tomorrow, Tom Cavanagh (Flash), Ben Feldman et Sally Pressman dans le film 400 Days de Matt Osterman.
En 2017, elle obtient un rôle dans le film Small Town Crime aux côtés de Octavia Spencer, Michael Vartan et James Lafferty.

#### Arrowverse
En 2013, elle rejoint la saison 2 d'Arrow, sous le nom de Sara Lance, la sœur de Laurel Lance / Black Canary (Katie Cassidy) portée disparue avec Oliver Queen / Green Arrow (Stephen Amell), un personnage cru mort qui revient en tant que justicier costumé connu sous le nom de Canary.
En mai 2015, Caity Lotz, reprend son rôle de Sara Lance / White Canary personnage principal dans Legends of Tomorrow, une série dérivée des séries télévisées Arrow et Flash diffusée depuis le 21 janvier 2016 sur The CW avec Dominic Purcell, Wentworth Miller, Brandon Routh, Victor Garber, Nick Zano et Matt Ryan. Elle fait à peu près toutes les scènes de combat dans la série.
Après avoir terminé l'atelier des réalisateurs de télévision de Warner Bros. en 2019, Caity a fait ses débuts de réalisatrice dans l'épisode 6 de la cinquième saison de Legends of Tomorrow.
Caity Lotz représente également son personnage dans les autres séries affiliées, Flash, Supergirl et Batwoman.

### Vie privée

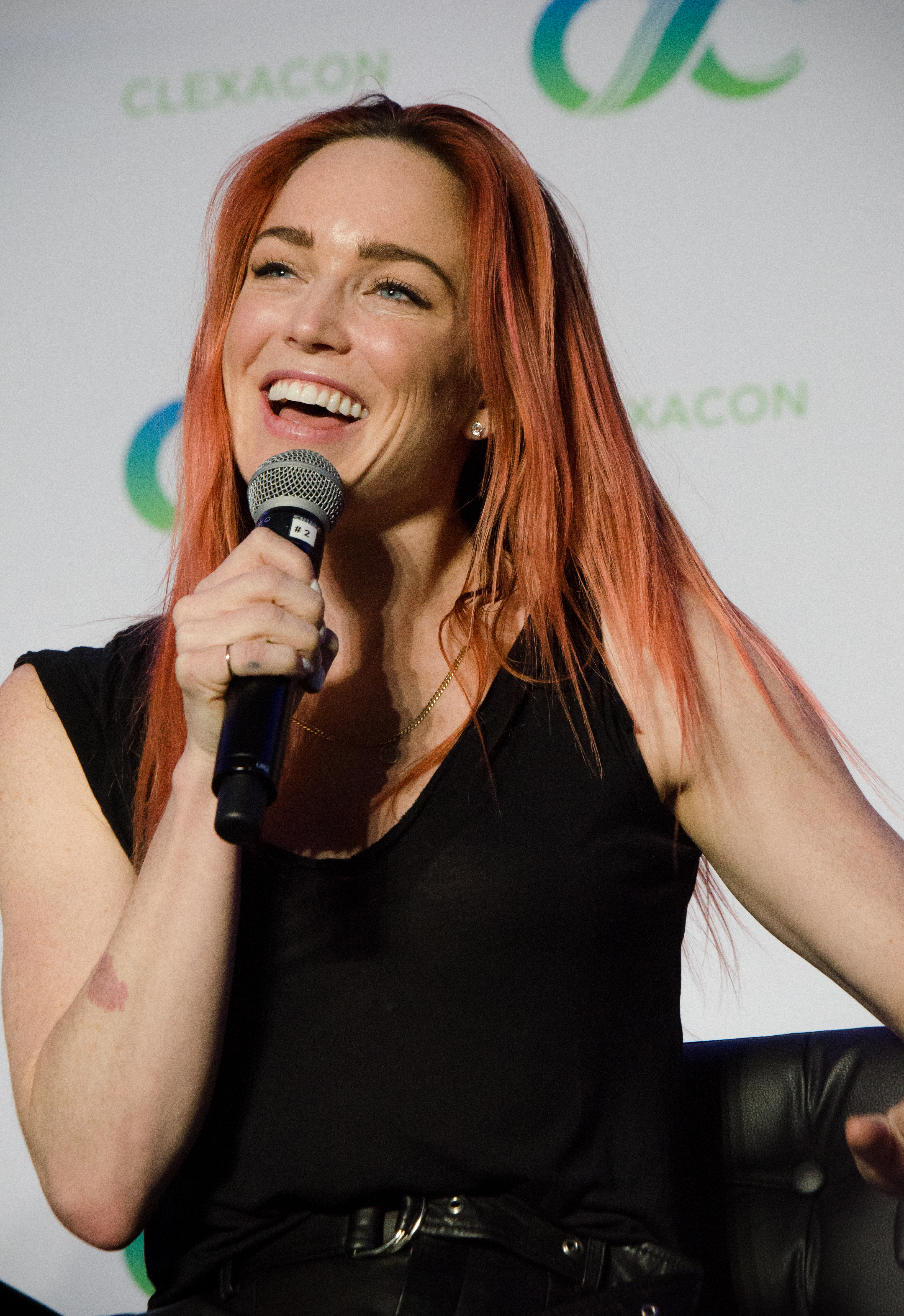
Caity Lotz en 2018.

Elle est en couple avec l'acteur Kyle Schmid. Ils annoncent leurs fiançailles le 7 mai 2022,.
Ils se sont mariés en février 2023. En avril 2024, Caity et son mari annonce attendre leur premier enfant, une fille qui naît en septembre 2024,.

## Filmographie

### Cinéma
- 2006 : American Girls 3 : Pom-pom Girl
- 2011 : The LXD: The Secrets of the Ra : Teylor Jensen
- 2012 : The Pact : Annie Barlow
- 2013 : Live at the Foxes Den (en) : Susan Hudson
- 2013 : Battle of the Year : Stacy
- 2013 : The Machine : Ava / La Machine
- 2014 : The Devil's Pact : Annie Barlow
- 2015 : 400 Days de Matt Osterman : Dr Emily McTier
- 2016 : Superhero Fight Club 2.0 : Sara Lance / White Canary / Ta-er al-Sahfer (court-métrage)
- 2017 : Small Town Crime de Eshom et Ian Nelms : Heidi
- 2018 : Suit Up : Sara Lance / White Canary / Ta-er al-Sahfer (court-métrage)

### Télévision
- 2010 : Mad Men : Stephanie
- 2010 : Los Angeles, police judiciaire : Amy Reynolds
- 2011 : The LXD: The Legion of Extraordinary Dancers : Heartbreaker
- 2011 : Death Valley : Agent Kirsten Landry
- 2012 : NTSF:SD:SUV (en) : Mary
- 2013 : Burning Love : Rendez-vous de Hathwell
- 2013–2020 :  Arrow : Sara Lance / White Canary / Ta-er al-Sahfer (récurrente saisons 2 à 4, invitée saisons 5 à 8- 38 épisodes)
- 2014 : Stalker : Melissa Barnes
- 2015–2019 : Flash : Sara Lance / White Canary / Ta-er al-Sahfer (4 épisodes)
- 2016–2022 : Legends of Tomorrow : Sara Lance / White Canary / Ta-er al-Sahfer (rôle principal - 83 épisodes)
- 2017–2019 : Supergirl : Sara Lance / White Canary / Ta-er al-Sahfer (2 épisodes)
- 2019 : Batwoman : Sara Lance / White Canary / Ta-er al-Sahfer (1 épisode)

## Distinctions

### Récompense
- 2013 : Toronto After Dark Film Festival : Meilleure actrice pour The Machine[12]

### Nomination
- 2013 : British Independent Film Awards : Most Promising Newcomer pour The Machine[12]
- 2017 : 19e cérémonie des Teen Choice Awards : Meilleure actrice dans une série d'action pour Legends of Tomorrow

## Voix francophones
Sa voix récurrente est la comédienne Anne-Charlotte Piau dans l'Arrowverse.